# Stella di Deltora
Stella di Deltora è una saga high fantasy ambientata nello stesso universo del magico mondo di Deltora. Scritta da Jennifer Rowe, ancora una volta sotto lo pseudonimo di Emily Rodda, viene pubblicata in Italia a partire dal 2017.

## Trama
Tabrita sogna da sempre di essere una mercante, ma da quando il padre ha gettato la sua famiglia nella vergogna è costretta a vivere nascosta. Quando le si presenta l'opportunità di riscattarsi, decide di intraprendere un viaggio ricco di insidie.

## I libri
- La figlia del traditore (Shadows of the Master, 2015) (Piemme, 2017)
- Two Moons (2015) – inedito
- The Towers of Illica (2016) – inedito
- The Hungry Isle (2016) – inedito